# Rocco Pietrantonio
Rocco Pietrantonio (Carbonara di Bari, 30 agosto 1982) è un ex modello e personaggio televisivo italiano.

## Biografia
Modello dal 2000, Rocco Pietrantonio fece il suo debutto televisivo il 24 febbraio 2004, giorno in cui entrò, per la "categoria attori", nella terza edizione di Amici di Maria De Filippi vincendo una sfida d'ingresso. Il 14 marzo 2004 fu ammesso al serale di Amici, ma poi perse una "sfidina" e fu costretto ad uscire dalla scuola: dopo tale esperienza Rocco iniziò una carriera nel mondo dello spettacolo italiano.
Nella stagione televisiva 2004/2005 ha partecipato a Uomini e Donne, trasmissione televisiva condotta da Maria De Filippi su Canale 5. Il 13 gennaio 2006 debuttò al cinema diventando il protagonista (insieme a Francesca D'Auria, Karim Capuano e Raffaella Lecciso, sorella della più nota Loredana Lecciso) di Parentesi tonde, film girato nell'estate 2005 sotto la direzione del regista Michele Lunella.
Nel 2007 Pietrantonio ha partecipato, come attore, a Talent1 su Italia 1 e ha condotto Show television, rubrica settimanale di Sky in precedenza condotta da Francesca Cipriani; nel 2008 partecipò, come attore, nel telegiornale satirico Tg Show in onda su SKY Show.
Dal 27 gennaio 2009 Rocco è fidanzato con la nota attrice Lory Del Santo: la notizia è stata resa nota al pubblico durante la terza puntata della seconda edizione di Dimmi la verità, varietà condotto da Caterina Balivo su Rai 1; da allora, Pietrantonio è spesso ospite e opinionista (insieme a Lory Del Santo) in vari programmi, tra cui Pomeriggio Cinque e La vita in diretta nelle rispettive rubriche dedicate al gossip.
Nel marzo 2009 partecipò come concorrente famoso della quarta edizione de La fattoria, reality show, condotto da Paola Perego (con Mara Venier come inviata), trasmesso su Canale 5, venendo eliminato nel corso della quarta puntata: fece scalpore il bacio del piede a Fabrizio Corona e l'arrivo della fidanzata Lory Del Santo (già vincitrice de L'isola dei famosi nel 2005) come concorrente della stessa edizione dello stesso reality show in cui lui partecipava.
Dal settembre 2009 Rocco fa parte del cast degli inviati di Federica Panicucci a Mattino Cinque: dal gennaio 2011 Pietrantonio fa parte, insieme a Veronica Ciardi (già presente nel cast di Domenica Cinque durante la conduzione di Barbara d'Urso nel precedente autunno), del cast degli inviati di Federica Panicucci a Domenica Cinque. Entrambi gli incarichi sono stati confermati nel settembre 2011.
Il 2 maggio 2011 Rocco divenne, in qualità di "Picchio", uno dei partecipanti di Uman - Take Control!, reality show di Italia 1 condotto da Rossella Brescia con il supporto del Mago Forest. Il 22 maggio 2011 spedì una lettera, che è stata letta da Federica Panicucci, alla redazione di Domenica Cinque: con essa Pietrantonio annunciò la fine della sua storia d'amore con Lory Del Santo.
È speaker in radio Canale 100, a Bari da dicembre 2015. Da febbraio 2016 è speaker a Radionorba. Attualmente conduce il programma "A tutte le auto", insieme ad Enrico Fornaro e Alessia Marty nella fascia 17-19 dal lunedì al venerdì

## Filmografia

### Cinema
- Parentesi tonde, regia di Michele Lunella (2006)
- Io non c'entro, regia di Alfonso Cicarelli (2007)
- Trappola d'autore, regia di Franco Salvia (2009)
- Italy Amore mio, regia di Ettore Pasculli (2013)
- Un Natale al Sud, regia di Federico Marsicano (2016)

### Televisione
- Casa e bottega, regia di Luca Ribuoli (2013) - serie tv (2013)
- Natale a 4 zampe, regia di Paolo Costella (2013) - film TV
- Le indagini di Lolita Lobosco, regia di Luca Miniero - serie TV, episodio 1x01 (2021)

## Televisione
- Amici di Maria De Filippi (Canale 5, 2004) Concorrente
- Uomini e Donne (Canale 5, 2004-2005) Corteggiatore
- Talent1 (Italia 1, 2007) Concorrente
- Show television (Sky Show, 2007) Conduttore
- Tg Show (Sky Show, 2008) Conduttore
- Dimmi la verità (Rai 1, 2009) Concorrente
- La vita in diretta (Rai 1, 2009-in corso) Opinionista ricorrente
- Mattino Cinque (Canale 5, 2009-in corso) Opinionista e inviato ricorrente
- Pomeriggio Cinque (Canale 5, 2009-in corso) Opinionista e inviato ricorrente
- Domenica Cinque (Canale 5, 2009-2012) Inviato
- La fattoria 4 (Canale 5, 2009) Concorrente
- Uman - Take Control! (Italia 1, 2011) Concorrente
- Cucina Cristel (Telenorba, 2015) Cuoco
- Tra sogno e realtà (La5, 2015) Conduttore
- La Fazenda: Il reality (Canale Italia, 2017) Conduttore
- The Coach (7 Gold, 2022) Conduttore

## Teatro
- Molto rumore per nulla (1997)
- La vedova scaltra (1997)
- Non è vero ma ci credo (1998)
- Cupido scherza e spazza (1999)
- Otello (2000)

## Radio
- Manuale d'amore (Radionorba, 2020)
- A tutte le auto (Radionorba, 2024-attuale)